# Courier
Courier és una lletra tipogràfica amb serifes monoespaiada, adequada per al seu ús en una màquina d'escriure. La tipografia va ser creada per Howard «Bud» Kettler l'any 1955. El disseny de la Courier va ser encarregat en els anys 1950 per IBM per al seu ús en les màquines d'escriure, però no van assegurar de forma legal l'exclusivitat de la font, per això es va convertir ràpidament en un estàndard a la indústria de la mecanografia. Com a font monoespaiada ha adquirit un nou ús al món electrònic en situacions on les columnes de caràcters han d'estar consistentment alineades. També s'ha convertit en un estàndard en la indústria i és àmpliament utilitzada per a escriure codis per als programadors.
Adrian Frutiger va redibuixar posteriorment aquesta tipografia per a la sèrie de màquines d'escriure IBM Selectric creant la Courier New. Courier New 12pt fou la tipografia estàndard del Departament d'Estat dels Estats Units fins al gener del 2004, moment en què va ésser reemplaçada per la Times New Roman 14pt. Entre les raons per a tal canvi s'inclou l'intent de presentar els documents amb una font mes "moderna" i "llegible".

## Variants

### Courier New
Courier New és una versió de la Courier introduïda amb el Windows 3.1, que també va incloure tota una nova família de la Courier. La família tipogràfica conté Courier New, Courier New Bold, Courier New Italic i Courier New Bold Italic. Alguns dels canvis que introduïa la Courier New eren un major espaiat per damunt de la línia i els signes de puntuació van ser refets per donar a les comes i als punts més consistència.
En la versió 2.76 i superiors, es van incloure els símbols de l'alfabet Hebreu i Aràbic. La majoria d'aquests símbols però, eren molt similars als de la Times New Roman, ajustats per a ser monoespaiats.
Avui en dia, la versió 5.00 de la Courier New ha estat actualitzada amb més de 3100 símbols, cobrint-ne uns 2700 per font.
Tot i que les fonts són produïdes per Monotype (qui té la marca registrada de Courier i els drets de Courier New), només Ascender Corporation ven aquestes fonts al mercat. Les fonts de Ascender tenen 'WGL' al final de cada nom i només cobreixen els caràcters de la WGL. La Courier New no té caràcters Ogham.
La tipografia Courier New s'utilitza com a font monoespaiada per defecte al MS Windows (des del Windows 3.1). Courier, en canvi, s'utilitza com a font per defecte monoespaiada a Mac OS X.

### Alternatives lliures
Hi ha algunes fonts lliures compatibles i utilitzades com a alternatives de Courier:
- URW++ va produir una versió de la Courier anomenada Nimbus Mono L l'any 1984, que va estar publicada sota GPL i AFPL (com a Type 1 font per a Ghostscript) l'any 1966.[2] És una de les fonts Ghostscript i està disponible a la majoria de sistemes operatius lliures.
- Liberation Mono és una altra font equivalent mètricament de la Courier New, creada per Ascender Corporation i publicada per Red Hat l'any 2007 sota llicència GPL amb algunes excepcions.[3] És utilitzada en algunes distribucions GNU/Linux com a font de reemplaçament per defecte de la Courier New.
- FreeMono, és una altra font lliure i gratuïta que prové de l'evolució de Nimbus Mono L de URW++, el que fa que sigui una descendent de la Courier.[4]

És una de les fonts lliures desenvolupades per GNU FreeFont project, que va ser primerament publicada l'any 2002, també és utilitzada com a reemplaçament per defecte en molts programaris lliures.